# Maritsa Peak
Maritsa Peak är en bergstopp i Antarktis. Den ligger i Sydshetlandsöarna. Argentina, Chile och Storbritannien gör anspråk på området. Toppen på Maritsa Peak är 331 meter över havet.
Terrängen runt Maritsa Peak är kuperad norrut, men söderut är den bergig. En vik av havet är nära Maritsa Peak åt nordost. Trakten är glest befolkad. Närmaste befolkade plats är St. Kliment Ohridski Base, 10,9 kilometer väster om Maritsa Peak. 